# Diaea blanda
Diaea blanda là một loài nhện trong họ Thomisidae.
Loài này thuộc chi Diaea. Diaea blanda được Ludwig Carl Christian Koch miêu tả năm 1875.